# Laspeyria grisea
Laspeyria grisea là một loài bướm đêm trong họ Erebidae.